# Vetigastropoda
Ordre
Les Vetigastropoda ou Vetigastéropodes sont un ordre des Archaeogastropoda ou, selon les malacologistes, un clade de mollusques de la classe des gastéropodes.

## Caractéristiques

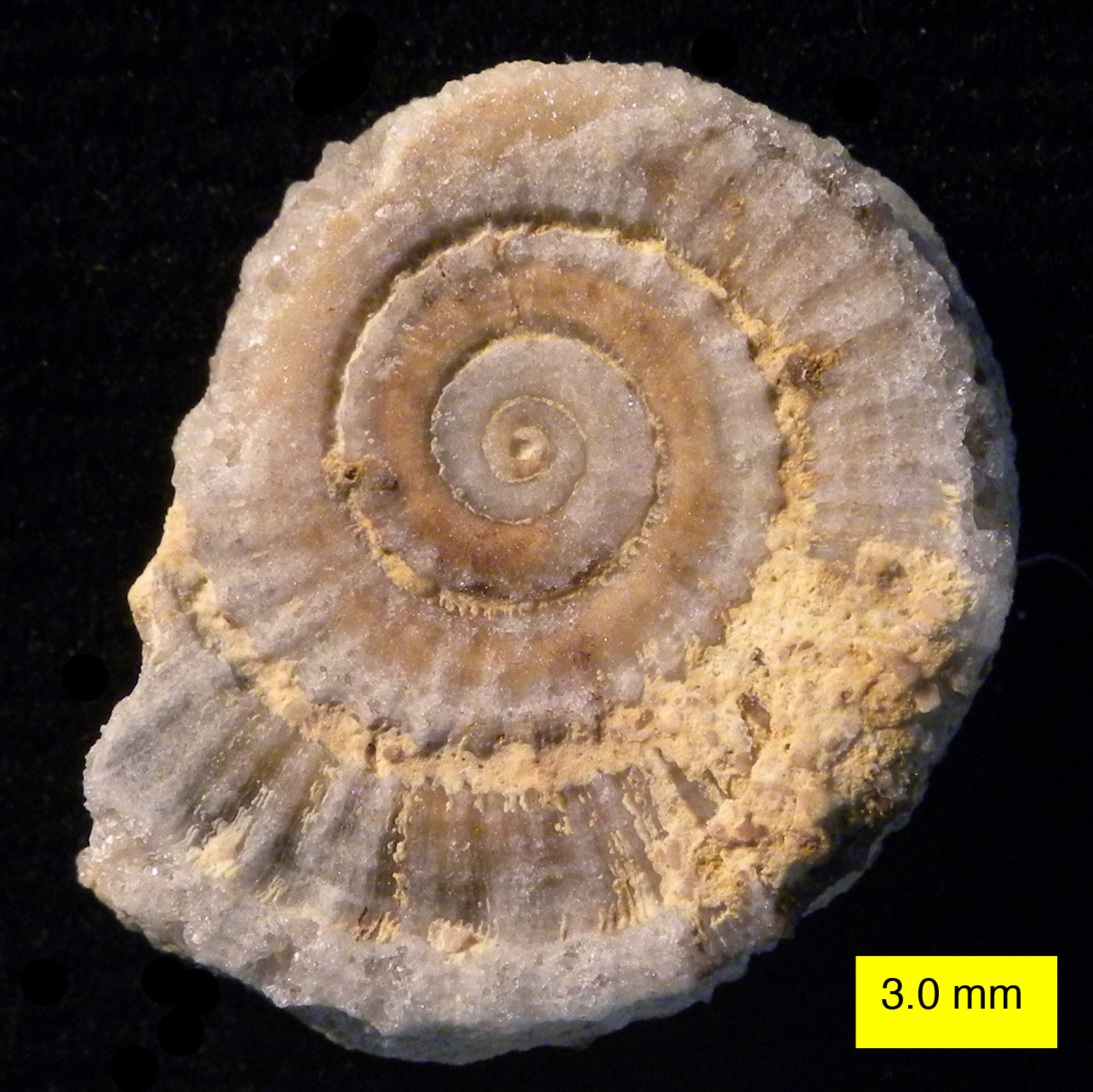
Fossile du Vetigastropoda : Discohelix tunisiensis (Jurassique, Palestine).

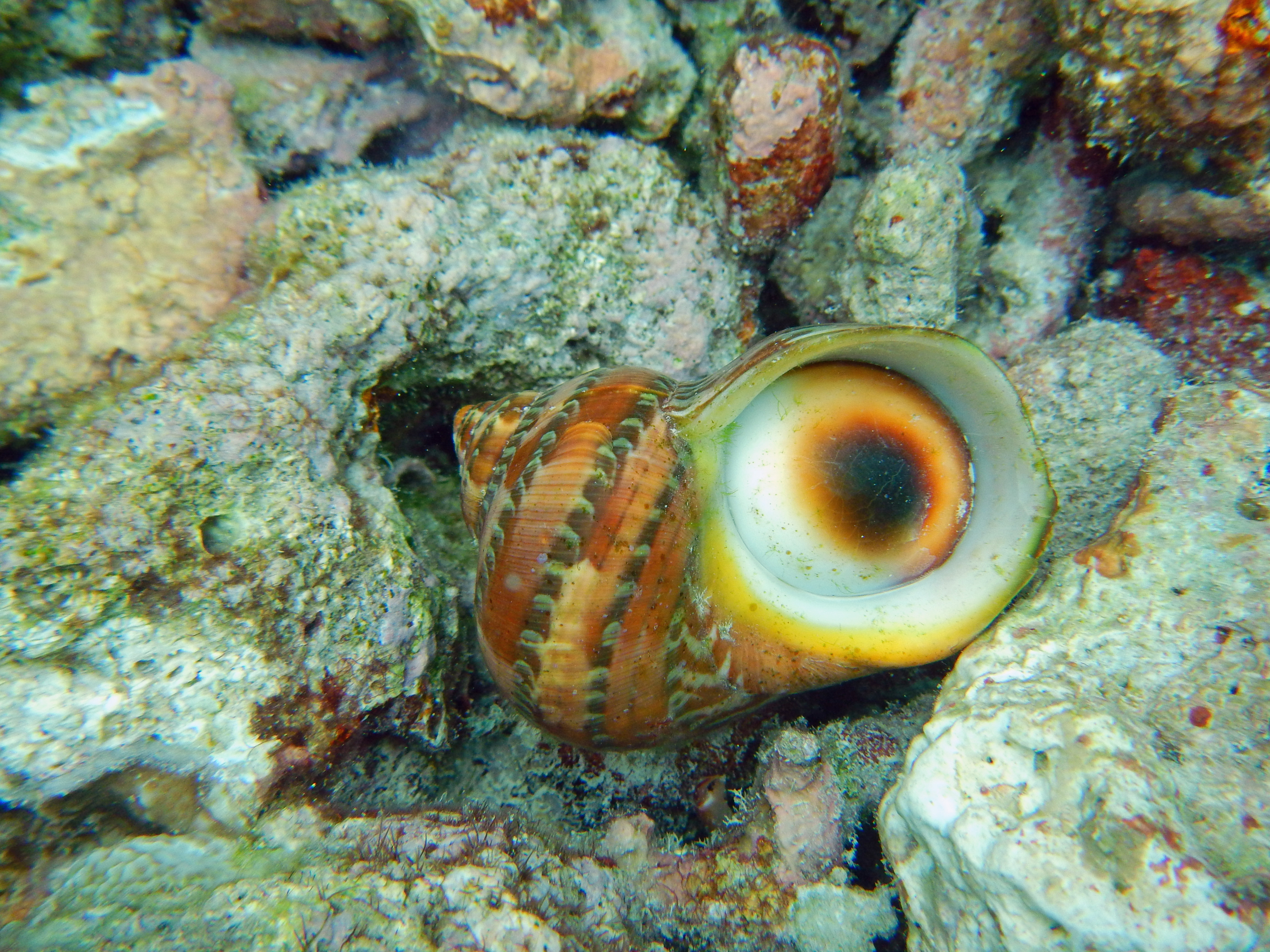
Exemple de Vetigastropoda vivant : un turban tapissé (Turbo petholatus, un Trochoidea), aux Maldives.

Les Vetigastéropodes constituent un groupe taxonomique important des escargots de mer qui forme une très ancienne lignée. De nombreuses espèces ont la coquille percée d'ouvertures secondaires (par exemple les ormeaux), et un corps asymétrique, émergeant d'une ouverture généralement ovale. Les vetigastéropodes ont une unique paire de tentacules céphaliques, souvent secondés par des tentacules sensoriels épipidiaux, et un « museau » distinct, contenant la bouche : la plupart sont herbivores, ou consommateurs d'animaux primitifs fixes (éponges, bryozoaires, tuniciers). Le caractère qui détermine ce groupe est cependant à trouver dans la structure interne de la coquille. 
Les Vetigastropodes sont considérés comme étant parmi les plus primitifs des gastéropodes encore en vie. Ils sont largement répartis dans tous les océans du monde. Leurs habitats vont de la mer profonde aux zones d'estran.

## Taxonomie
Selon World Register of Marine Species (24 octobre 2014) :
- super-famille des Angarioidea Gray, 1857 (érigé en super-famille par Williams et al. (2008)[2].)
  - famille des Angariidae Gray, 1857
  - famille des Areneidae McLean, 2012
- super-famille des Fissurelloidea Fleming, 1822
  - famille des Fissurellidae Fleming, 1822
- super-famille des Haliotoidea Rafinesque, 1815 - abalones[3]
  - Haliotididae Rafinesque, 1815
- super-famille des Lepetelloidea Dall, 1882
  - famille des Addisoniidae Dall, 1882
  - famille des Bathyphytophilidae Moskalev, 1978
  - famille des Caymanabyssiidae Marshall, 1986
  - famille des Cocculinellidae Moskalev, 1971
  - famille des Lepetellidae Dall, 1882
  - famille des Osteopeltidae Marshall, 1987
  - famille des Pseudococculinidae Hickman, 1983
  - famille des Pyropeltidae McLean & Haszprunar, 1987
- super-famille des Lepetodriloidea McLean, 1988
  - famille des Lepetodrilidae McLean, 1988
  - famille des Sutilizonidae McLean, 1989
- super-famille des Phasianelloidea Swainson, 1840
  - famille des Colloniidae Cossmann, 1917
  - famille des Phasianellidae Swainson, 1840
- super-famille des Pleurotomarioidea Swainson, 1840
  - famille des Pleurotomariidae Swainson, 1840
- super-famille des Scissurelloidea Gray, 1847
  - famille des Anatomidae McLean, 1989
  - famille des Depressizonidae Geiger, 2003
  - famille des Larocheidae Finlay, 1927
  - famille des Scissurellidae Gray, 1847
- super-famille des Seguenzioidea Verrill, 1884
  - famille des Calliotropidae Hickman & McLean, 1990
  - famille des Cataegidae McLean & Quinn, 1987
  - famille des Chilodontidae Wenz, 1938
  - famille des Seguenziidae Verrill, 1884
- super-famille des Trochoidea Rafinesque, 1815
  - famille des Calliostomatidae Thiele, 1924 (1847)
  - famille des Liotiidae Gray, 1850
  - famille des Margaritidae Thiele, 1924
  - famille des Skeneidae Clark W., 1851
  - famille des Solariellidae Powell, 1951
  - famille des Tegulidae Kuroda, Habe & Oyama, 1971
  - famille des Trochidae Rafinesque, 1815
  - famille des Turbinidae Rafinesque, 1815
- Non assigné comme superfamille Vetigastropoda :
  - Familles : Ataphridae Cossmann, 1915, Crosseolidae Hickman, 2013, Pendromidae Warén, 1991 (synonym: Trachysmatidae Thiele, 1925), †  Schizogoniidae et Trochaclididae Thiele, 1928
  - Genres : † Discohelix Dunker, 1847  et Sahlingia Warén & Bouchet, 2001

## Galerie

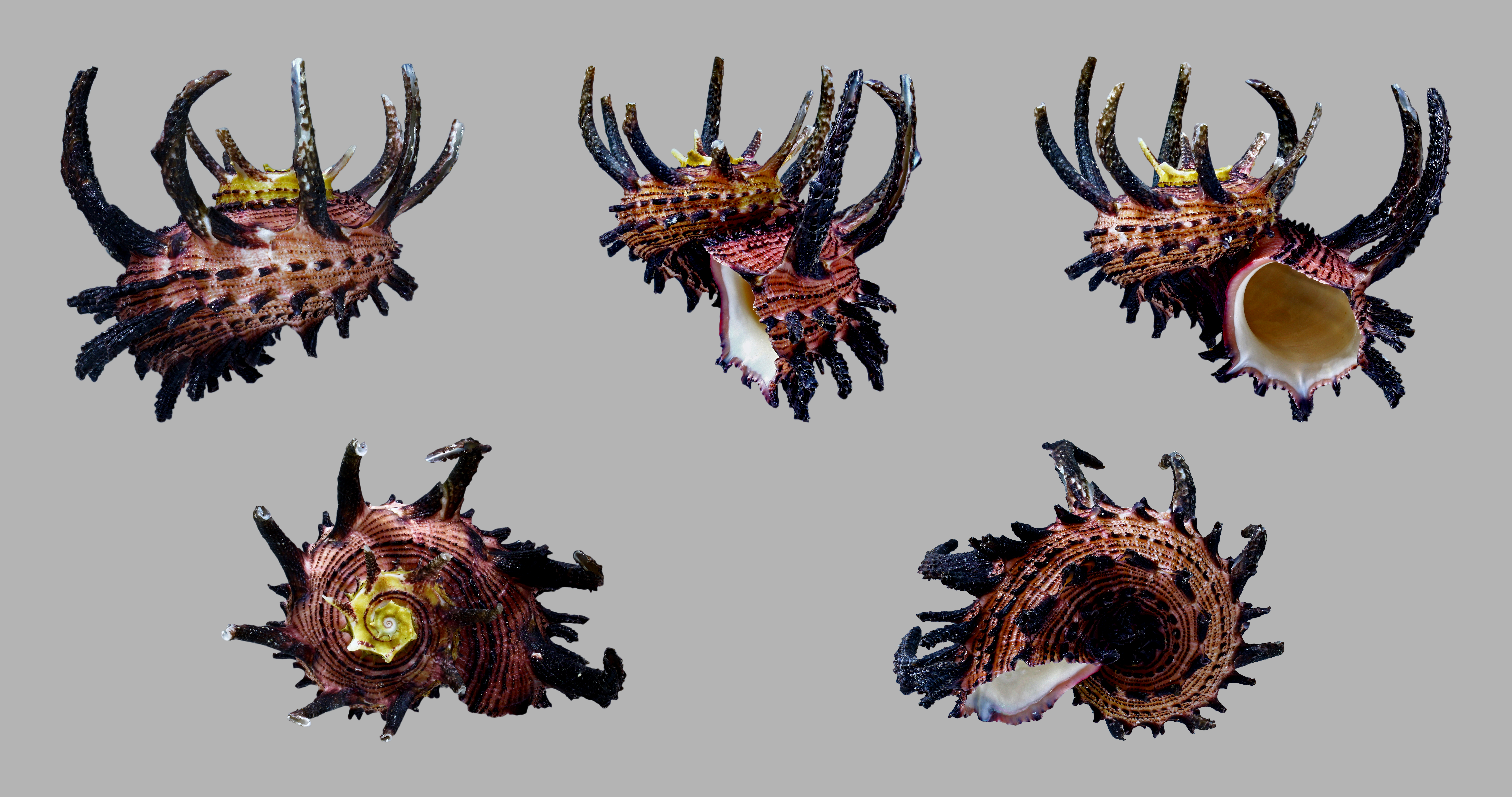
Angaria melanacantha, un Angarioidea.
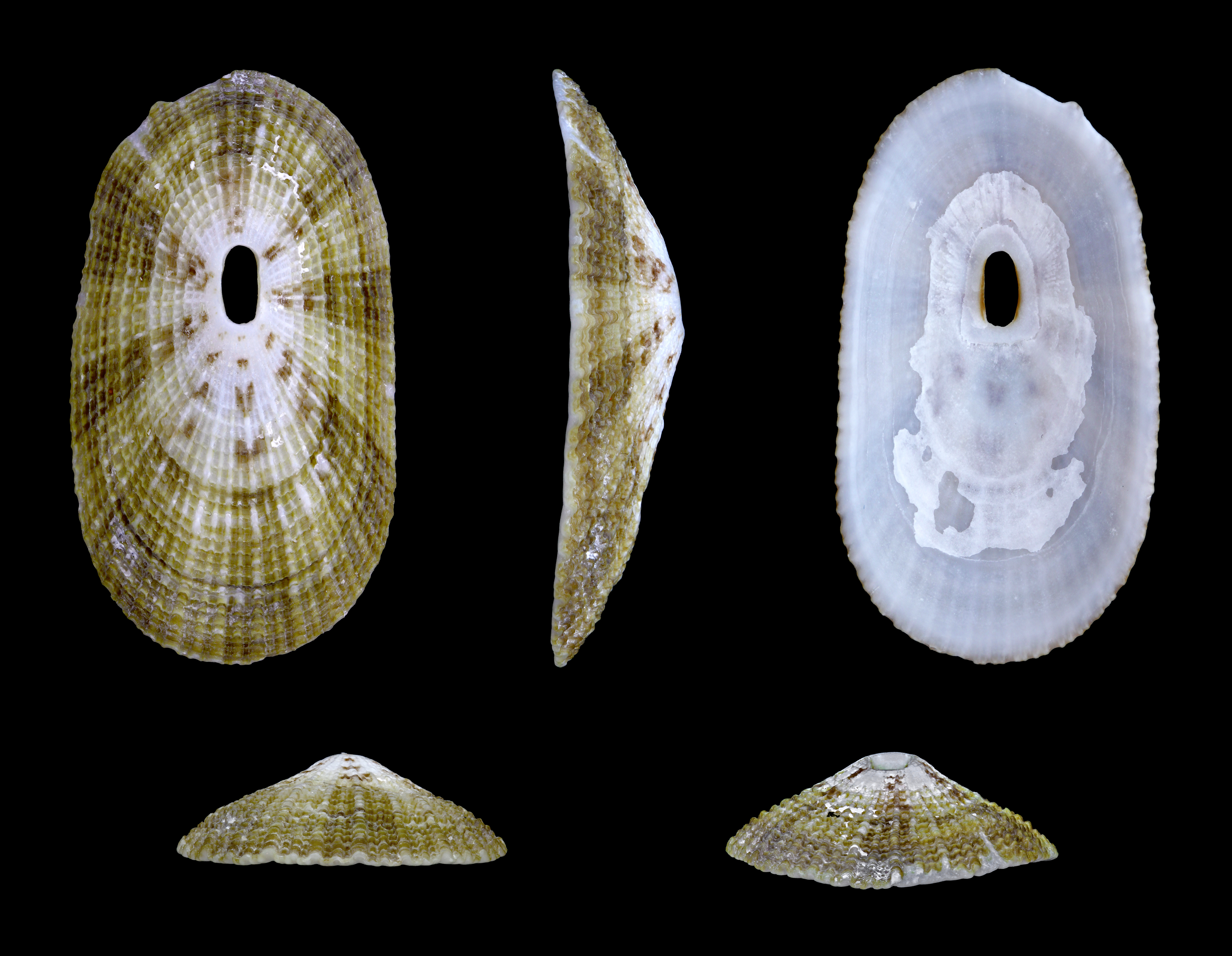
Diodora sayi, un Fissurelloidea.
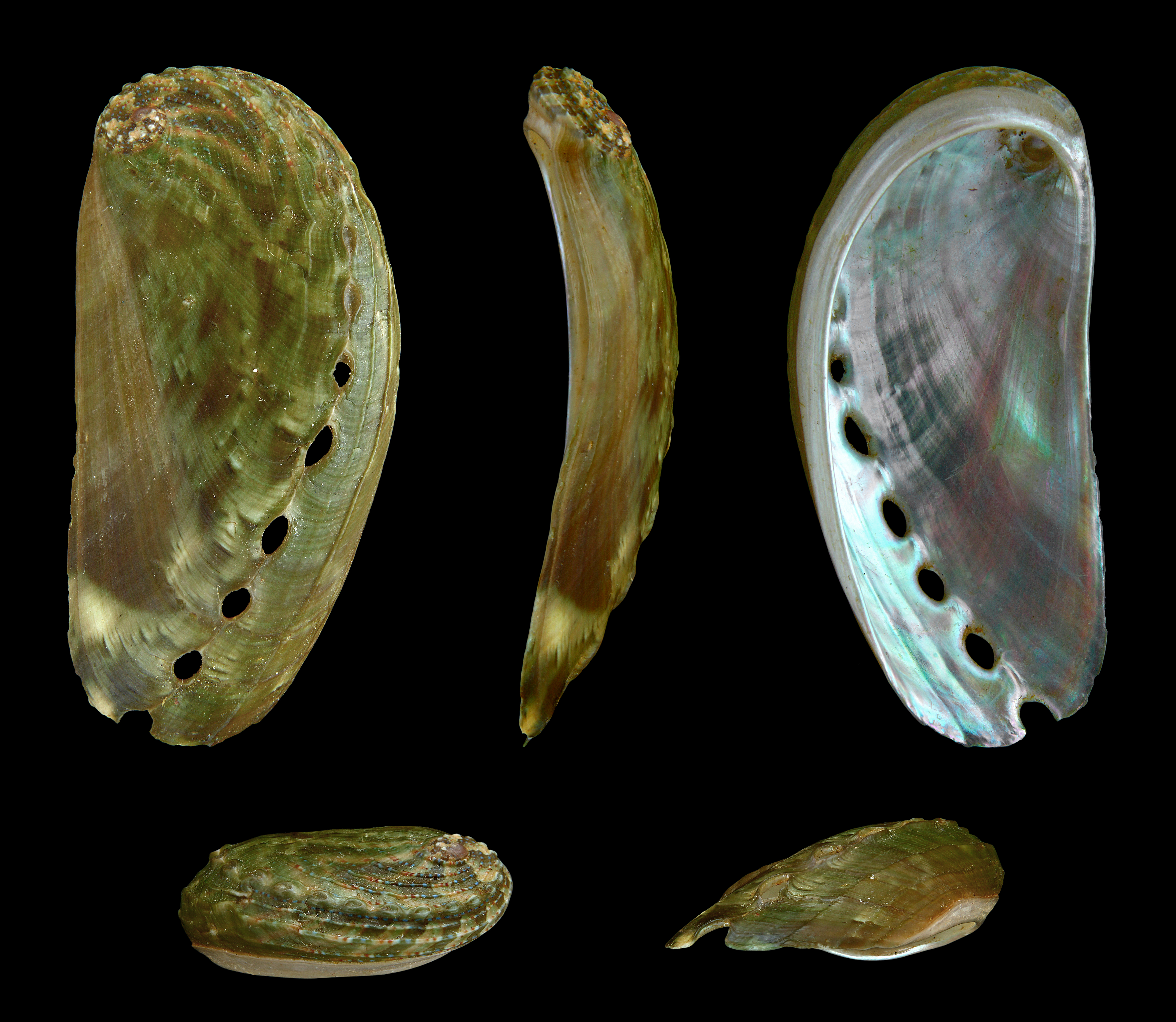
Haliotis asinina, un Haliotoidea.
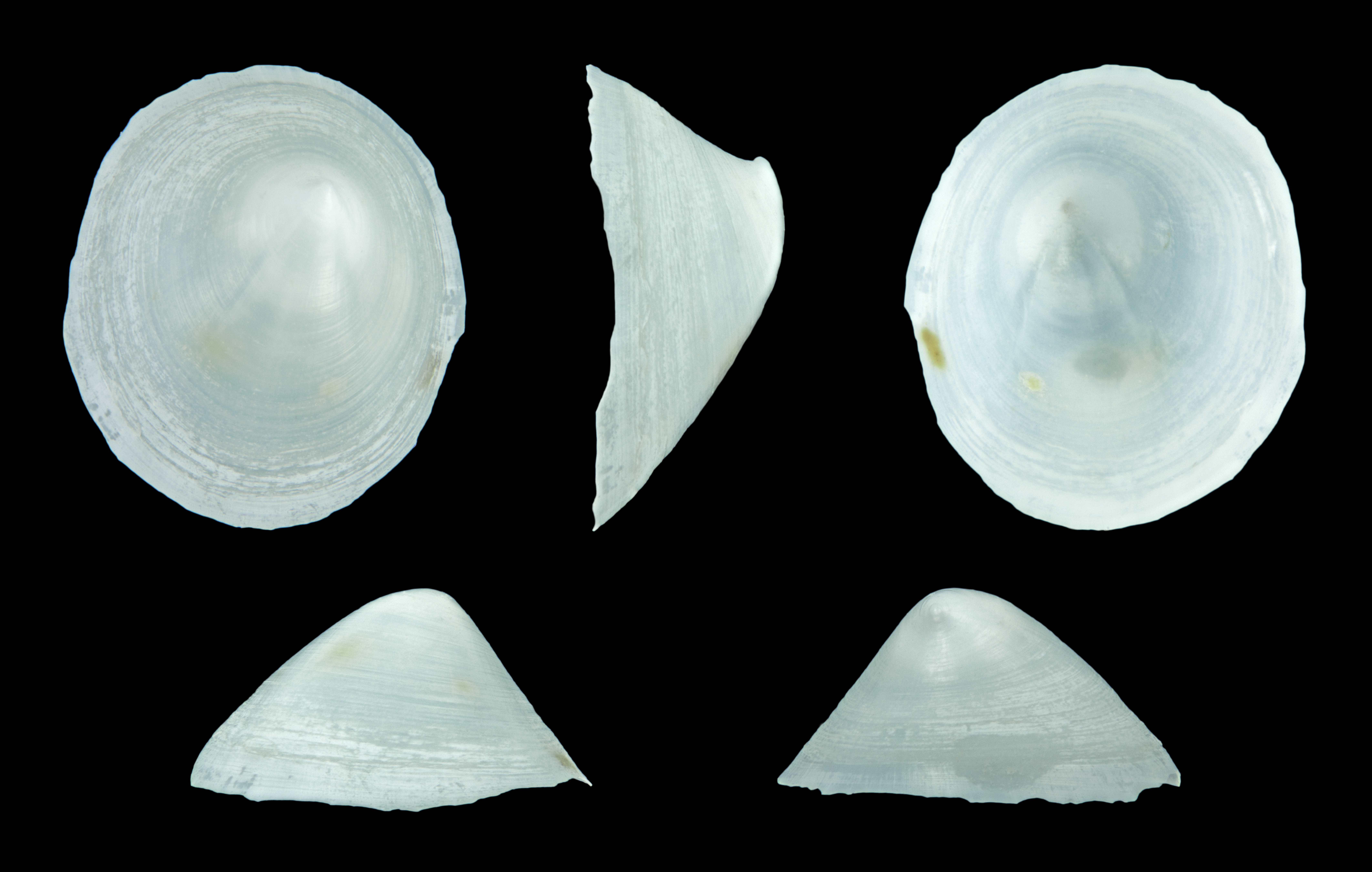
Addisonia excentrica, un Lepetelloidea.
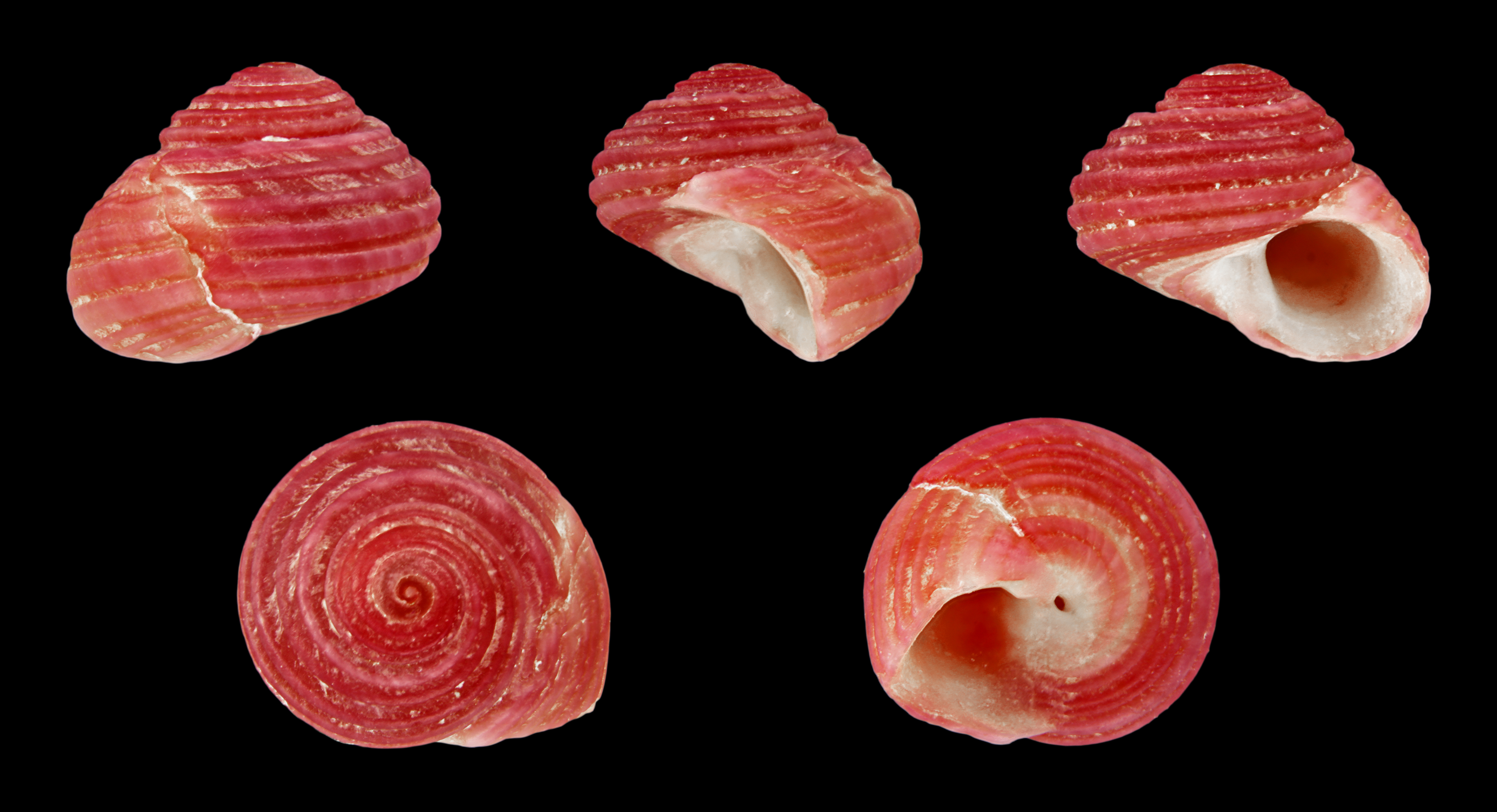
Homalopoma sanguineum, un Phasianelloidea.
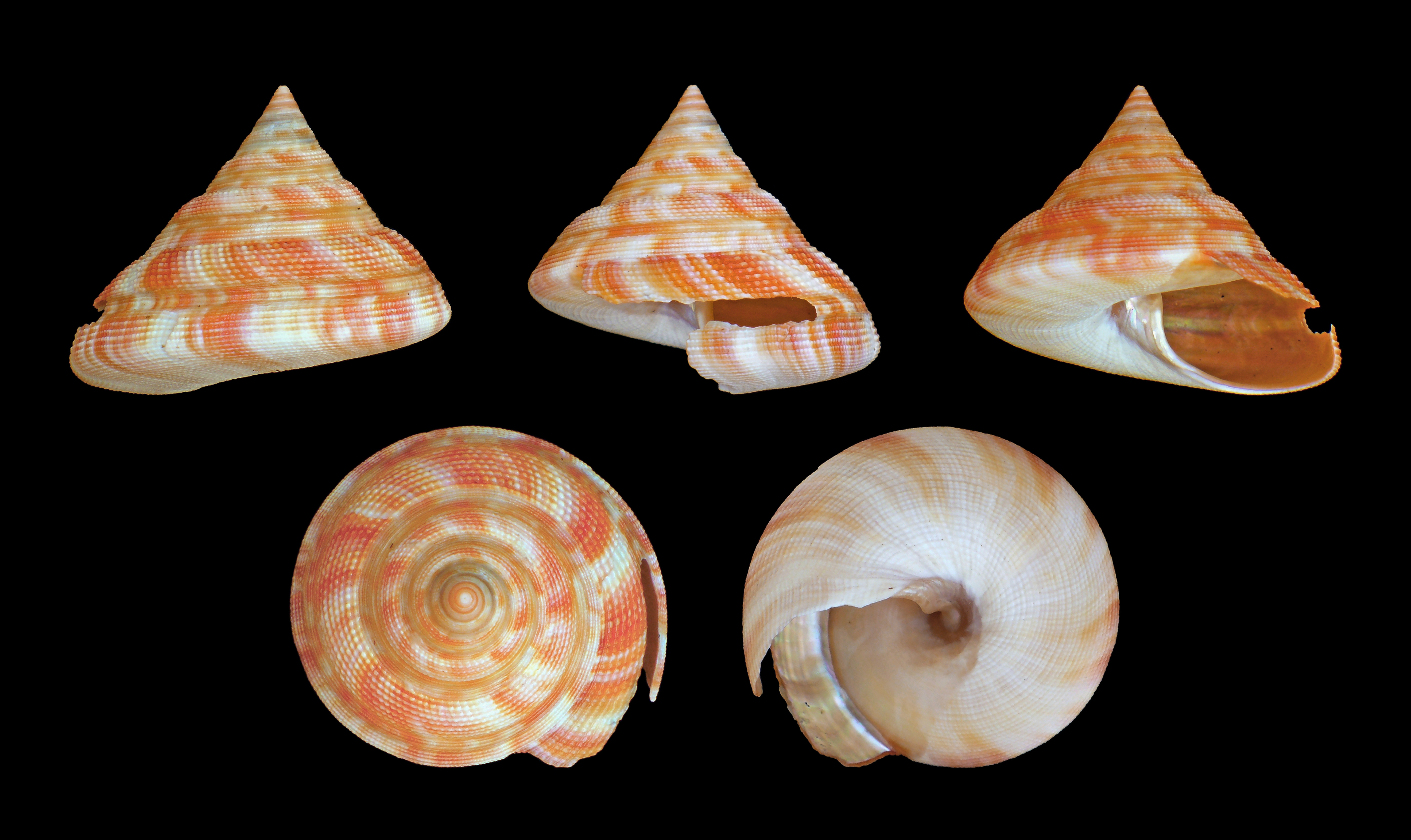
Mikadotrochus hirasei, un Pleurotomarioidea.
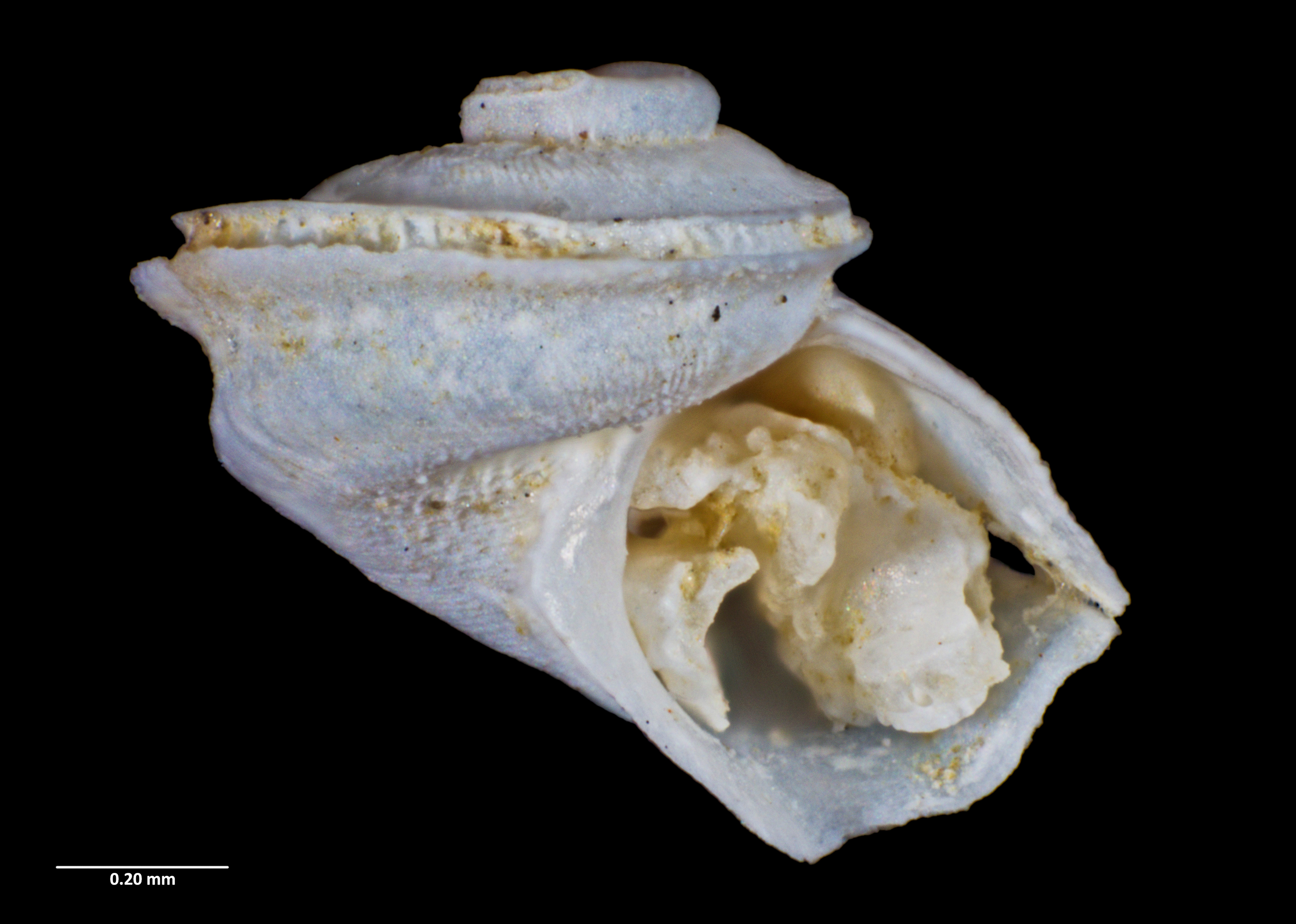
Anatoma aupouria, un Scissurelloidea.
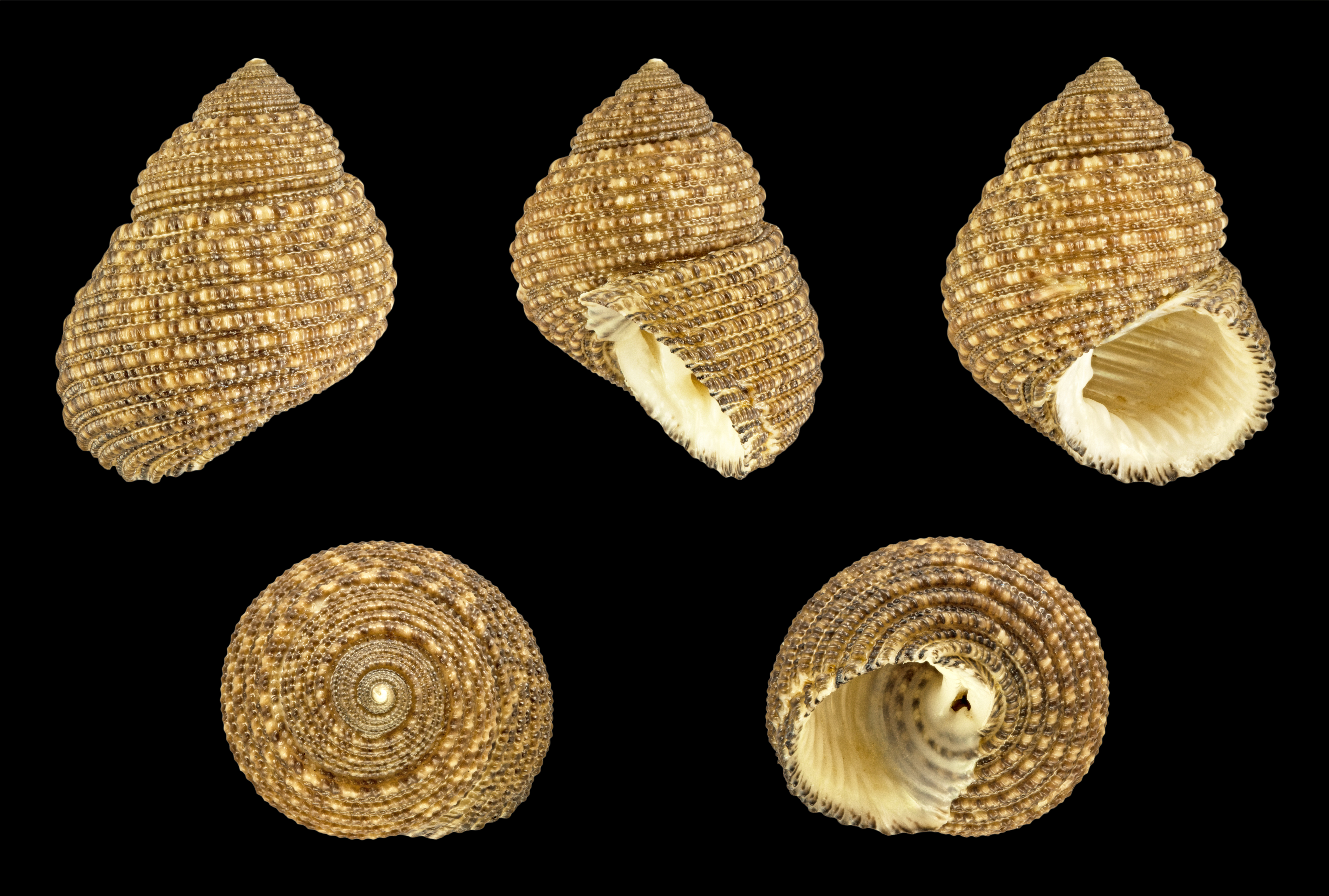
Euchelus atratus, un Seguenzioidea.
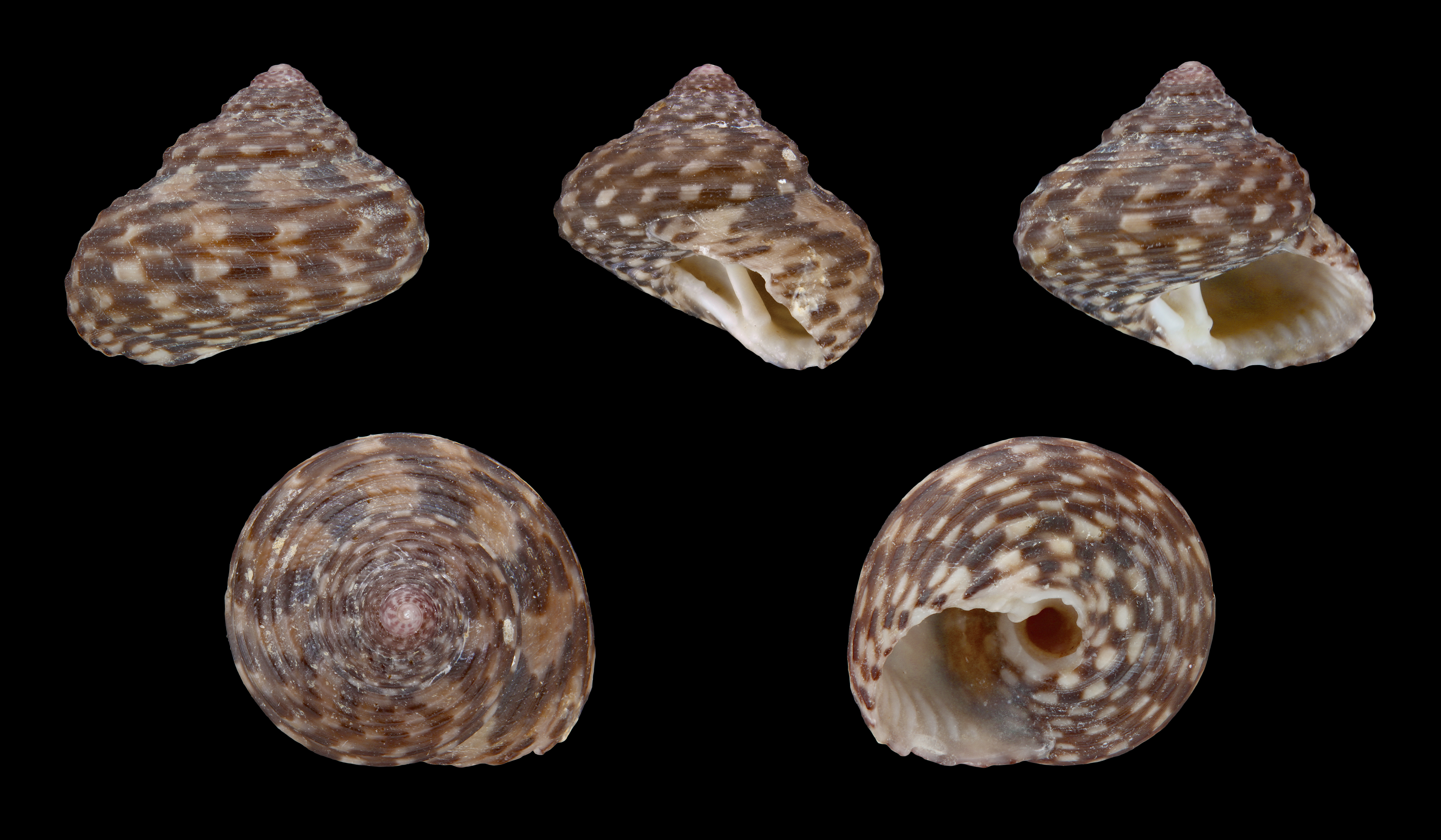
Clanculus jussieui, un Trochoidea.